# Tweelingsnoer
Tweelingsnoer (ook tweelinglitze, naar het Duitse Zwillinglitze) is een veel toegepaste soort elektrische leiding die bestaat uit twee naast elkaar liggende aders met een samengestelde geleidende koperen kernen (litzedraad) waarvan de isolatiemantels met een dunne strook aan elkaar vast zitten. De benaming "tweeling" duidt op de bijzondere samenstelling van dit tweeaderig snoer. De aard en dikte van de isolerende mantel bepaalt de hoogste spanning die tussen beide geleiders onderling en tussen de geleiders en de omgeving mag worden aangelegd. Pvc is het meestgebruikte materiaal, maar ook teflon, siliconen en andere kunststoffen worden gebruikt. Een voordeel van tweelingsnoer is dat de beide aders op het smalle middendeel meestal vrij eenvoudig zijn te splitsen. Dit kan het aansluiten op een stekker, aansluitklem (bijvoorbeeld een kroonsteen), lampfitting, snoerschakelaar of ander elektrisch apparaat vergemakkelijken. Bij het aansluiten wordt het gebruik van adereindhulzen aanbevolen om alle draadjes in de ader ferm te bundelen. Het ongelakte koper laat zich overigens goed solderen.

## Uitvoeringen

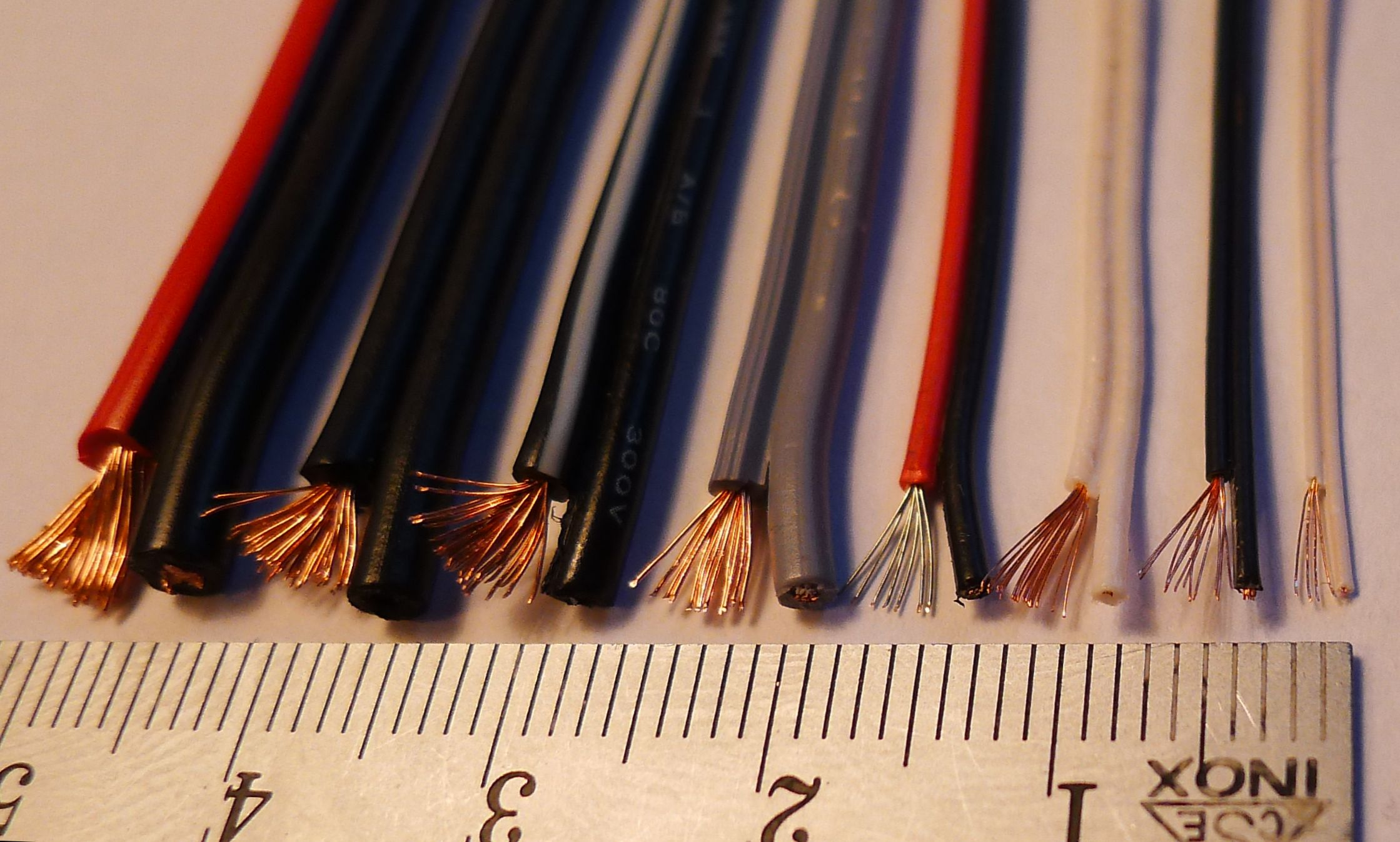
Acht tweelingsnoeren, van links naar rechts: 31×0,22; 40×0,15; 26×0,15; 12×0,2; 7×0,15; 18×0,1; 10×0,1 en 4×0,1 mm. Polariteitsindicatie door: kleur (1 en 5), opdruk (3) en ribbelrand (4). De draden bestaan uit blank koper, van nummer 5 zijn ze vertind.

De bekendste uitvoering van tweelingsnoer is de enigszins verouderde versie van het netsnoer waarmee huishoudelijke apparaten op het lichtnet worden aangesloten. Deze snoeren waren vaak wit, maar andere kleuren kwamen ook voor, zoals bruin, zwart, crèmewit en transparant. De samenstelling van elke ader van dit standaardsnoer is meestal 40 × 0,15 mm diameter. De doorsnede van het tweelingsnoer is dan 2 × 0,75 mm2. Hiermee wordt aangeduid dat alle samenstellende koperdraden samen een oppervlakte hebben van 0,75 mm2. Deze aanduiding is een maat voor de maximaal te verwerken elektrische stroom door de kabel. De buitenmaten van dit standaardsnoer zijn meestal ± 2,8 × 5,6 mm.
Een andere bekende uitvoering is de luidsprekerkabel. Het meestgebruikte luidsprekertweelingsnoer is de rood-zwarte uitvoering, deze vergemakkelijkt het aansluiten met de juiste polariteit. Ook een al dan niet gekleurde streep, tekstopdruk of een ribbelpatroon over de lengte van één ader is een beproefde methode om de polariteit te helpen vaststellen. Binnen de hifiwereld wordt gebruikgemaakt van tweelingsnoer met grotere afmetingen. Uit het oogpunt van een zo groot mogelijk rendement bij het aansturen van de luidsprekers tracht de audiofiel de weerstand van de kabels zo laag mogelijk te maken. Dat resulteert in zeer dikke kabels waarvan de aders uit zeer veel dunne koperdraadjes bestaat, zodat de kabel soepel blijft. Bij de dikste tweelingsnoeren is ook de afstand tussen de aders met een lintvormige verbinding vergroot. 
Kleinere maten tweelingsnoer worden vooral gebruikt binnenin allerlei elektrische apparatuur. Veel ventilators in bijvoorbeeld computers worden met rood-zwart tweelingsnoer gevoed. Ook losse leds, schakelaars en dergelijke worden vaak met dit draad op de printplaat aangesloten. Maar ook het laagspanningssnoer tussen netadapter en het te voeden apparaat bestaat vaak uit tweelingsnoer. 
De kleinste soorten tweelingsnoer worden toegepast in poppenhuizen en in de modelbouw. De meest voorkomende doorsneden zijn 4 × 0,1, 10 × 0,1 en 18 × 0,1 mm2. Naast de witte en de zwarte uitvoering zijn hier ook tweekleurige varianten verkrijgbaar, zoals geel-bruin en rood-zwart.
In onderstaande tabel zijn een aantal gegevens van standaarduitvoeringen van tweelingsnoer opgesomd:
| Samenstelling van elke ader | Doorsnede [mm2] | Stroom (max) [A] | Weerstand [mΩ/m] | Buitenmaten [mm] | Gangbare kleuren buitenmantel                                              | Toepassing                        |
| --------------------------- | --------------- | ---------------- | ---------------- | ---------------- | -------------------------------------------------------------------------- | --------------------------------- |
| 4 × 0,1                     | 0,03            | 0,096            | 600              | 0,65 × 1,3       | Wit                                                                        | Poppenhuis (eigenlijk schaal 1:5) |
| 10 × 0,1                    | 0,08            | 0,24             | 200              | 0,9 × 1,8        | Zwart, bruin, rood, geel, groen, blauw, grijs, wit, geel-bruin, rood-zwart | Poppenhuis, modelbouw             |
| 18 × 0,1                    | 0,14            | 0,43             | 100              | 1,1 × 2,4        | Zwart, bruin, rood, geel, groen, blauw, grijs                              | Poppenhuis, modelbouw             |
| 7 × 0,15                    | 0,13            | 0,35             | 140              | 1,6 × 2,3        | Rood-zwart, zwart, grijs                                                   | Laagspanningsvoeding              |
| 12 × 0,2                    | 0,4             | 1,1              | 46,5             | 2,2 × 4,4        | Grijs, rood-zwart                                                          | Luidspreker, laagspanningsvoeding |
| 26 × 0,15                   | 0,46            | 1,4              | 38               | 2,2 × 4,6        | Zwart                                                                      | Adapterleiding (hogere vermogens) |
| 40 × 0,15                   | 0,75            | 2,1              | 2,5              | 2,8 × 5,6        | Zwart, wit, bruin, crèmewit, transparant                                   | Netsnoer, luidspreker             |
| 31 × 0,22                   | 1,18            | 3,5              | 1,48             | 3,6 × 7,2        | Rood-zwart                                                                 | Luidsprekerkabel                  |
| 98 × 0,16                   | 1,97            | 5,9              | 0,88             | 3,4 × 8,5        | Wit, goudkleur                                                             | High End luidsprekerkabel         |
| 147 × 0,16                  | 2,96            | 8,8              | 0,58             | 6 × 16,5         | Crèmekleur                                                                 | High End luidsprekerkabel         |
| 296 × 0,15                  | 5,23            | 15,7             | 0,34             | 6,5 × 21         | Bruin metallic                                                             | High End luidsprekerkabel         |
| 483 × 0,15                  | 8,54            | 25,6             | 0,21             | 7,5 × 27         | Donkerrood                                                                 | High End luidsprekerkabel         |

## Modernere snoeren
Bij modernere uitvoeringen van tweeaderig snoer hebben de beide leidingen meestal een zwarte of bruine en een blauwe isolatie met daar omheen nog een extra ovale of ronde mantel. Deze mantel kan naast de standaardkleuren wit, bruin en zwart ook nog andere kleuren hebben. Deze uitvoering wordt in het algemeen niet met de term tweelingsnoer aangeduid.